# Stowięcino
Stowięcino (prononcé en polonais [stɔvjɛnˈt͡ɕinɔ]), en allemand Stojentin, est un village situé dans le powiat de Słupsk, voïvodie de Poméranie, en Pologne. Il compte 416 habitants.

## Géographie

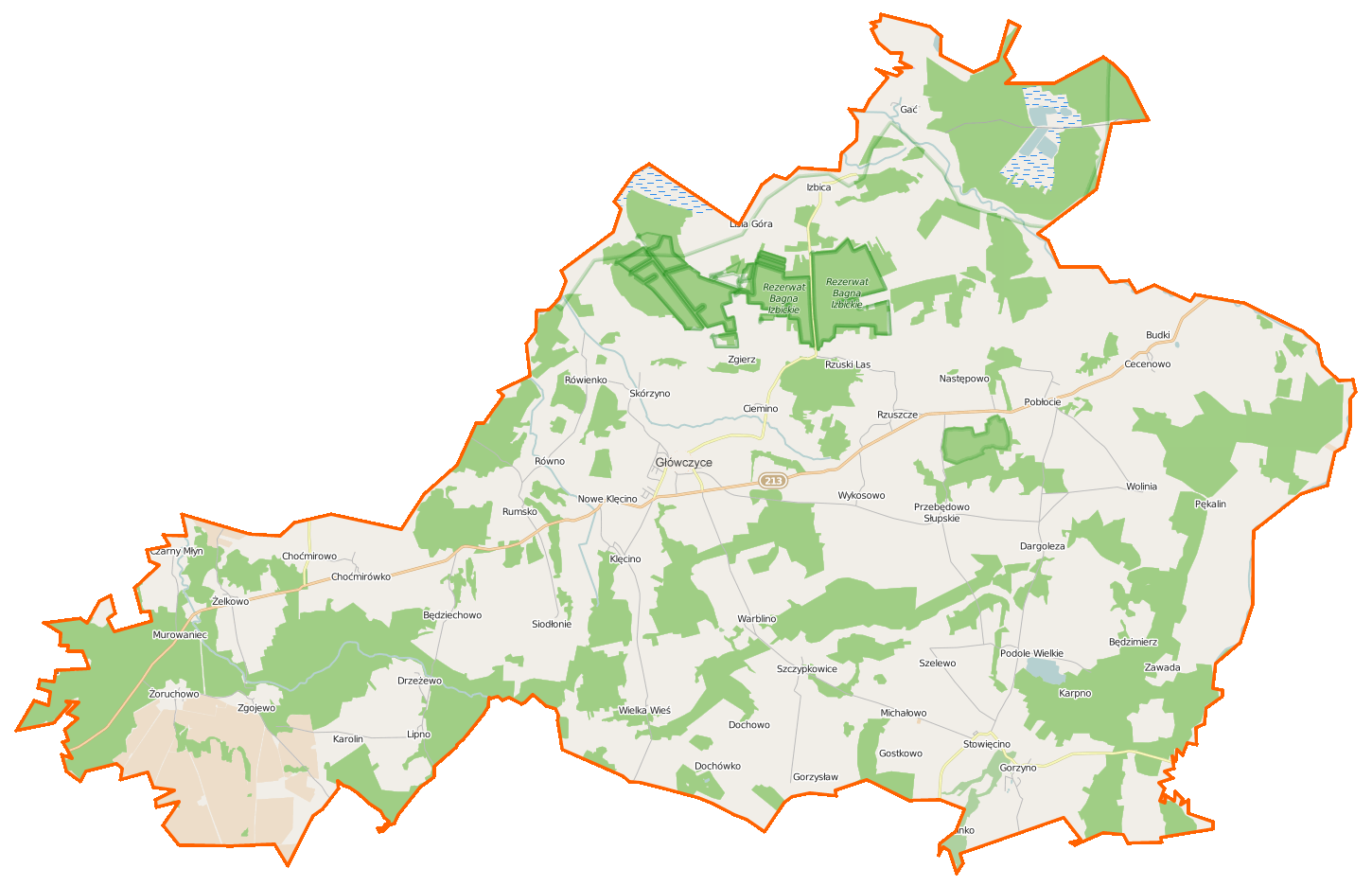
Carte de la gmina de Główczyce.